# Jan Barański (działacz ludowy)
Jan Barański, ps. Motyka, Czarny (ur. 24 listopada 1909 w Obrazowie, zm. 1 sierpnia 1944 w Warszawie) – polski działacz ludowy, żołnierz, komendant okręgu Lublin Batalionów Chłopskich.

## Życiorys
Jan Barański urodził się 24 listopada 1909. Po uzyskaniu matury, odbył służbę wojskową w 2 pułku piechoty Legionów i w 1934 ukończył Szkołę Podchorążych Rezerwy przy tym pułku. Zakończywszy służbę wojskową, podjął studia w Szkole Głównej Handlowej. W ich trakcie był działaczem ZMW „Wici”. Po zakończeniu studiów podjął pracę dla Philipsa w Warszawie.
Jako podporucznik brał udział w kampanii wrześniowej. Nie dostał się do niewoli co pozwoliło mu już jesienią 1939 związać się z konspiracją. Organizował na terenie ówczesnego powiatu sandomierskiego SL „Roch” i Bataliony Chłopskie. Zagrożony aresztowaniem na skutek dekonspiracji, został przeniesiony do Warszawy, skąd w grudniu 1942 przeniesiono go na Lubelszczyznę, gdzie został komendantem okręgu BCh. Funkcję tę pełnił do września następnego roku, kiedy zastąpił go Jan Pasiak. Na stanowisku komendanta wkładał dużo wysiłku w organizowanie oddziałów bojowych i opowiadał się za zbrojnym oporem przeciwko wysiedlaniu ludności polskiej z Zamojszczyzny. Po odwołaniu ze stanowiska komendanta był w dyspozycji Komendanta Głównego Batalionów Chłopskich Franciszka Kamińskiego. Poległ w pierwszym dniu powstania warszawskiego.